# Шефферсайм
Шефферсайм (фр. Schaeffersheim) — коммуна на северо-востоке Франции в регионе Гранд-Эст (бывший Эльзас — Шампань — Арденны — Лотарингия), департамент Нижний Рейн, округ Селеста-Эрстен, кантон Эрстен.
Площадь коммуны — 3,96 км², население — 794 человека (2006) с тенденцией к росту: 841 человек (2013), плотность населения — 212,4 чел/км².

## Население
Население коммуны в 2011 году составляло 825 человек, в 2012 году — 833 человека, а в 2013-м — 841 человек.
| 1962 | 1968 | 1975 | 1982 | 1990 | 1999 | 2006 | 2008 | 2011 | 2012 | 2013 |
| ---- | ---- | ---- | ---- | ---- | ---- | ---- | ---- | ---- | ---- | ---- |
| 548  | 542  | 574  | 637  | 669  | 706  | 794  | 819  | 825  | 833  | 841  |

Динамика населения:

## Экономика
В 2010 году из 535 человек трудоспособного возраста (от 15 до 64 лет) 419 были экономически активными, 116 — неактивными (показатель активности 78,3 %, в 1999 году — 74,0 %). Из 419 активных трудоспособных жителей работали 403 человека (222 мужчины и 181 женщина), 16 числились безработными (7 мужчин и 9 женщин). Среди 116 трудоспособных неактивных граждан 48 были учениками либо студентами, 42 — пенсионерами, а ещё 26 — были неактивны в силу других причин.

## Достопримечательности (фотогалерея)

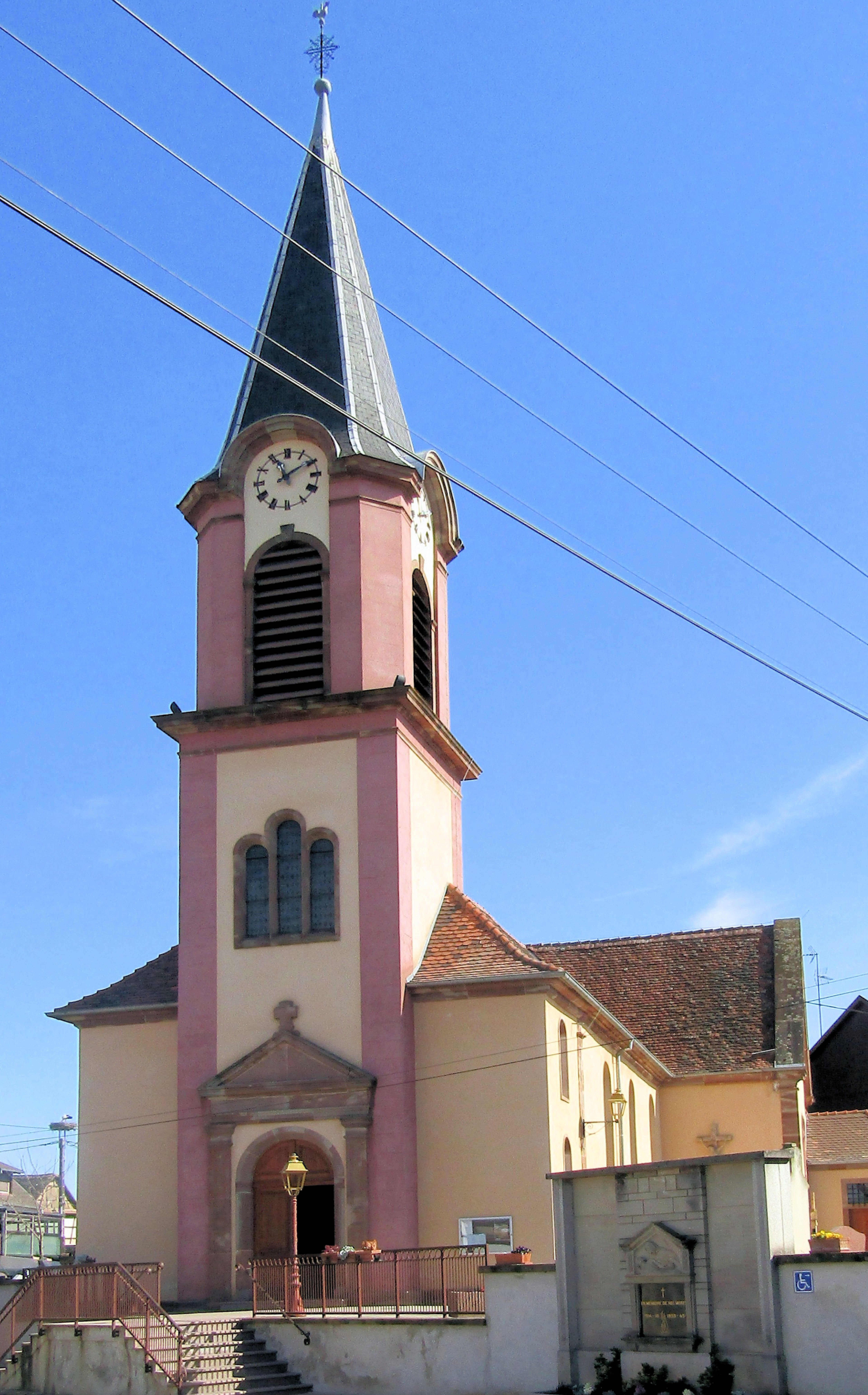
Церковь Сен-Леже
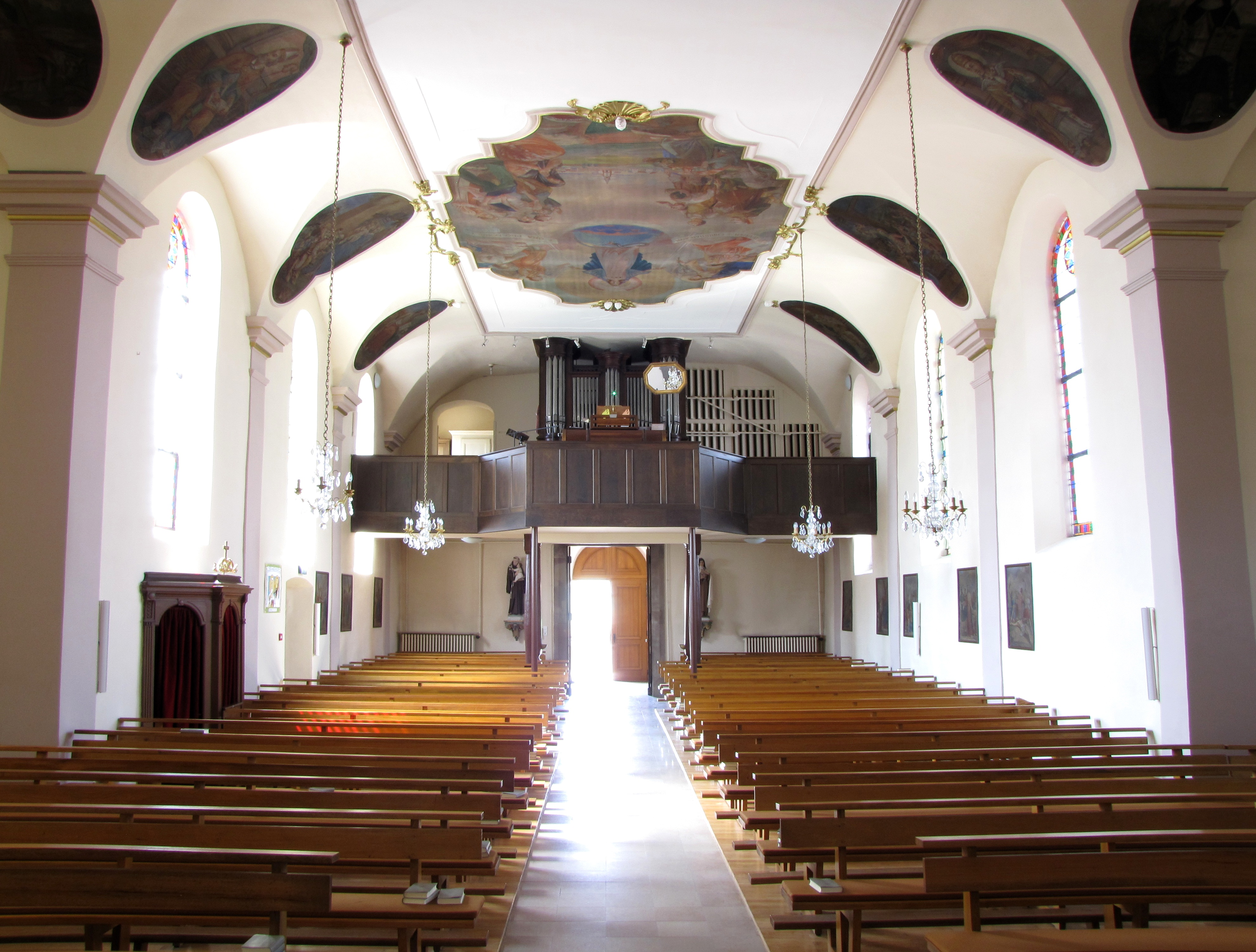
Интерьер, вид на орган
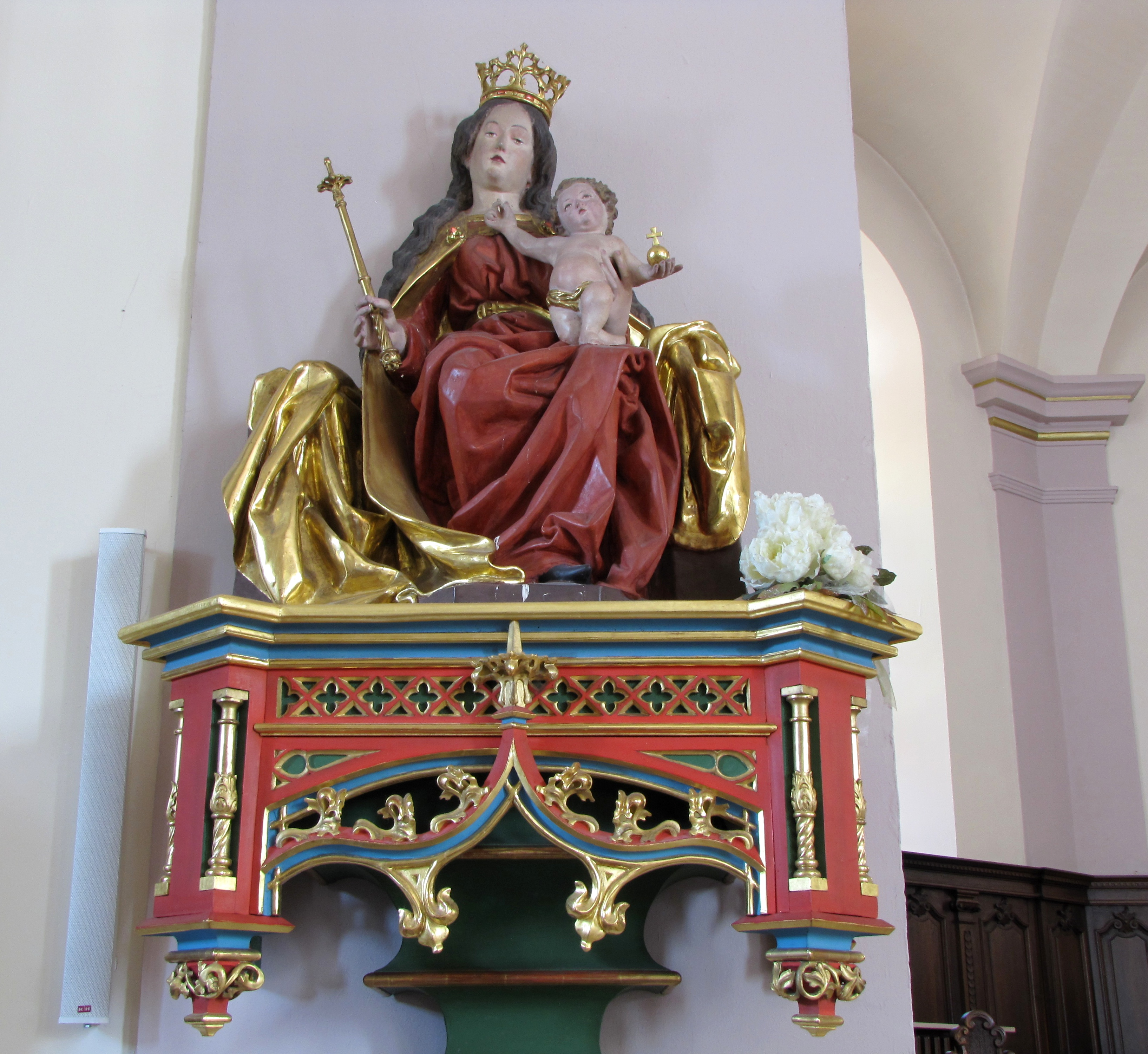
Статуя «Мадонна с младенцем»